# Herina rivosecchii
Herina rivosecchii är en tvåvingeart som beskrevs av Merz 2002. Herina rivosecchii ingår i släktet Herina och familjen fläckflugor.
Artens utbredningsområde är Grekland. Inga underarter finns listade i Catalogue of Life.